# Ильин, Сергей Иванович (Герой Социалистического Труда)
Серге́й Ива́нович Ильи́н (7 октября 1928 — ?) — сталевар объединения «Ижорский завод» имени А. А. Жданова, Герой Социалистического Труда.

## Биография
Родился на территории нынешнего Тосненского района Ленинградской области.
В 1946 году окончил школу ФЗО. Работал в объединении «Ижорский завод», с 1962 года — на освоении нового мартеновского цеха № 121 (ныне № 8); 3 марта 1963 года провёл первую плавку цеха.
В 1965 году вступил в КПСС. Удвоил выход стали со своей печи; 29 июля 1967 года его бригада сварила миллионную с момента пуска цеха тонну стали. Участвовал в освоении и внедрении в производство новых марок стали для атомного машиностроения, в модернизации печи. В 1976 году удостоен звания Героя Социалистического Труда.
В 1981—1991 годы работал мастером-наставником СГПТУ-6, где по его инициативе была создана экспериментальная группа подручных сталевара.
Избирался членом цеховой комиссии партийного контроля, членом партбюро и партийного комитета объединения.

### Семья
Отец — Иван Фёдорович Ильин, бригадир шихтового участка 10-го мартеновского цеха Ижорского завода; мать — Ольга Сергеевна, рабочая там же.

## Награды
- Медаль «За трудовое отличие» (1958)[1]
- Орден Ленина (1966) — за освоение проектных мощностей нового цеха.
- Звание Героя Социалистического труда с вручением медали «Серп и Молот» и ордена Ленина (1976).
- Премия Ленинградской комсомольской организации (1985)[1][2].

## В кинохронике
Сюжет о С. И. Ильине вышел в киножурнале «Ленинградская кинохроника» (1976 № 12).